# Flosshilda albipes
Flosshilda albipes är en insektsart som först beskrevs av Carl Stål 1866.  Flosshilda albipes ingår i släktet Flosshilda och familjen spottstritar. Inga underarter finns listade i Catalogue of Life.